# Tupolev Tu-334

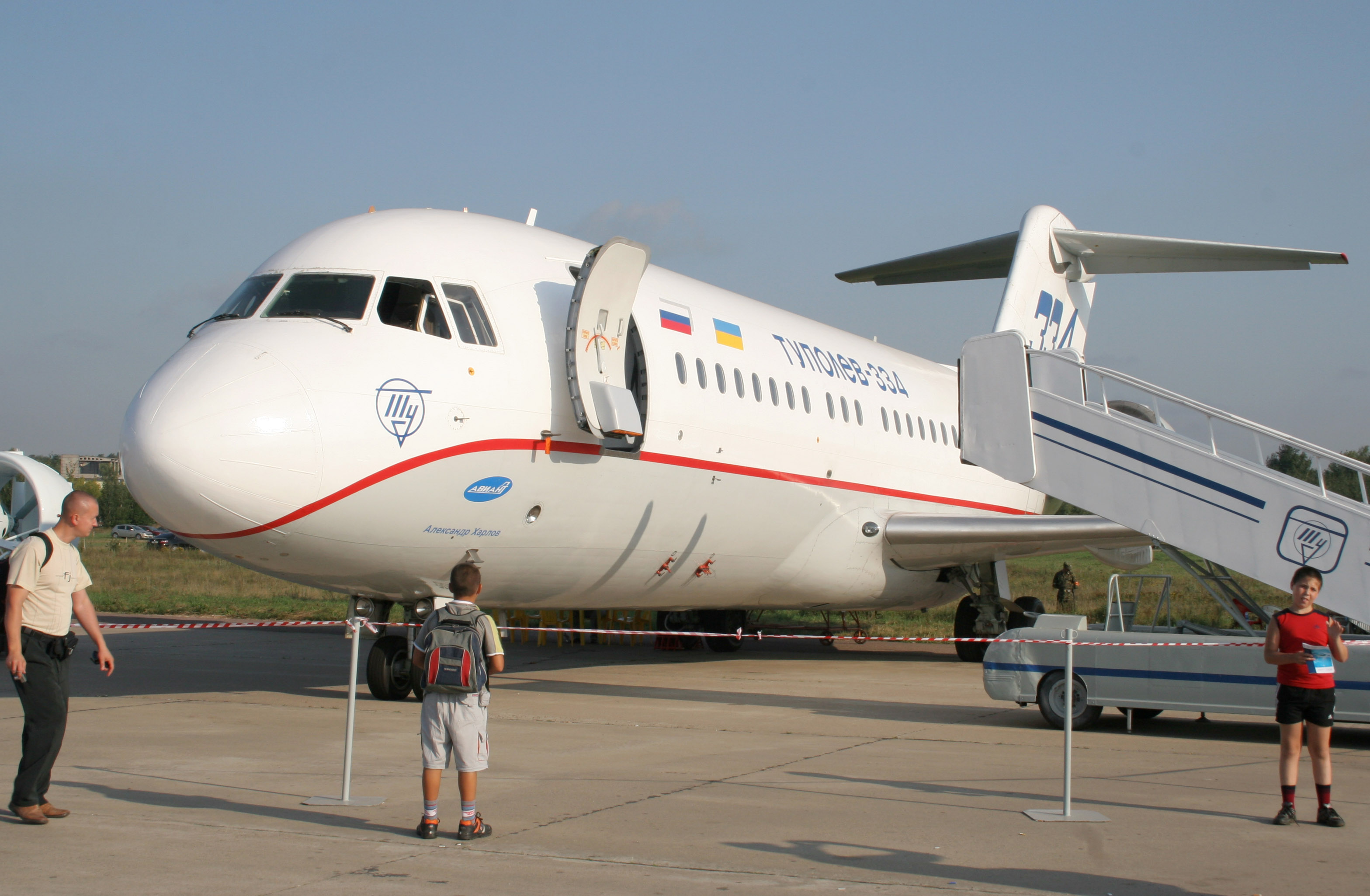
Um Tu-334 no MAKS (show aéreo) em 2007, Moscou

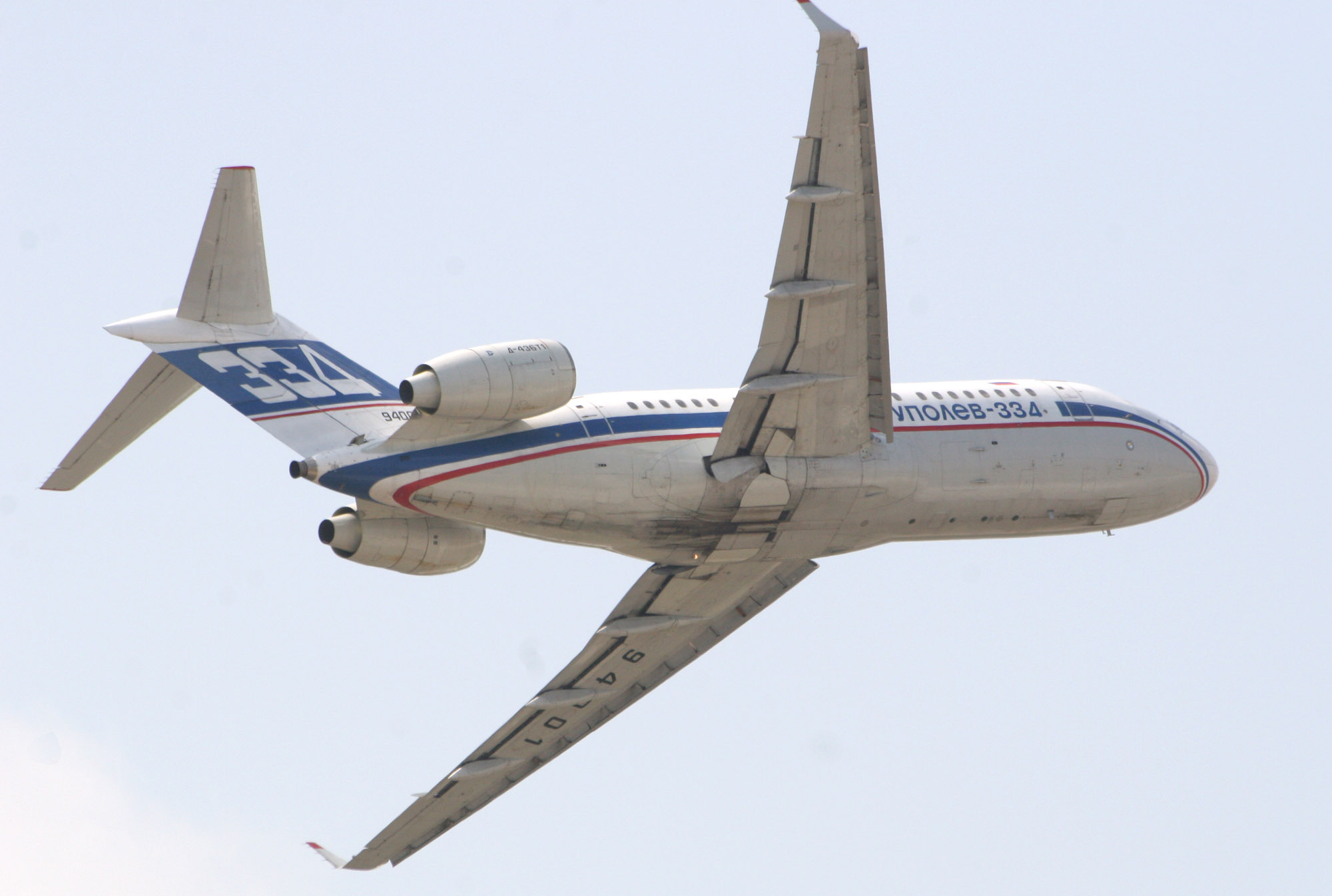
Um Tu-334 se apresentando no MAKS 2007

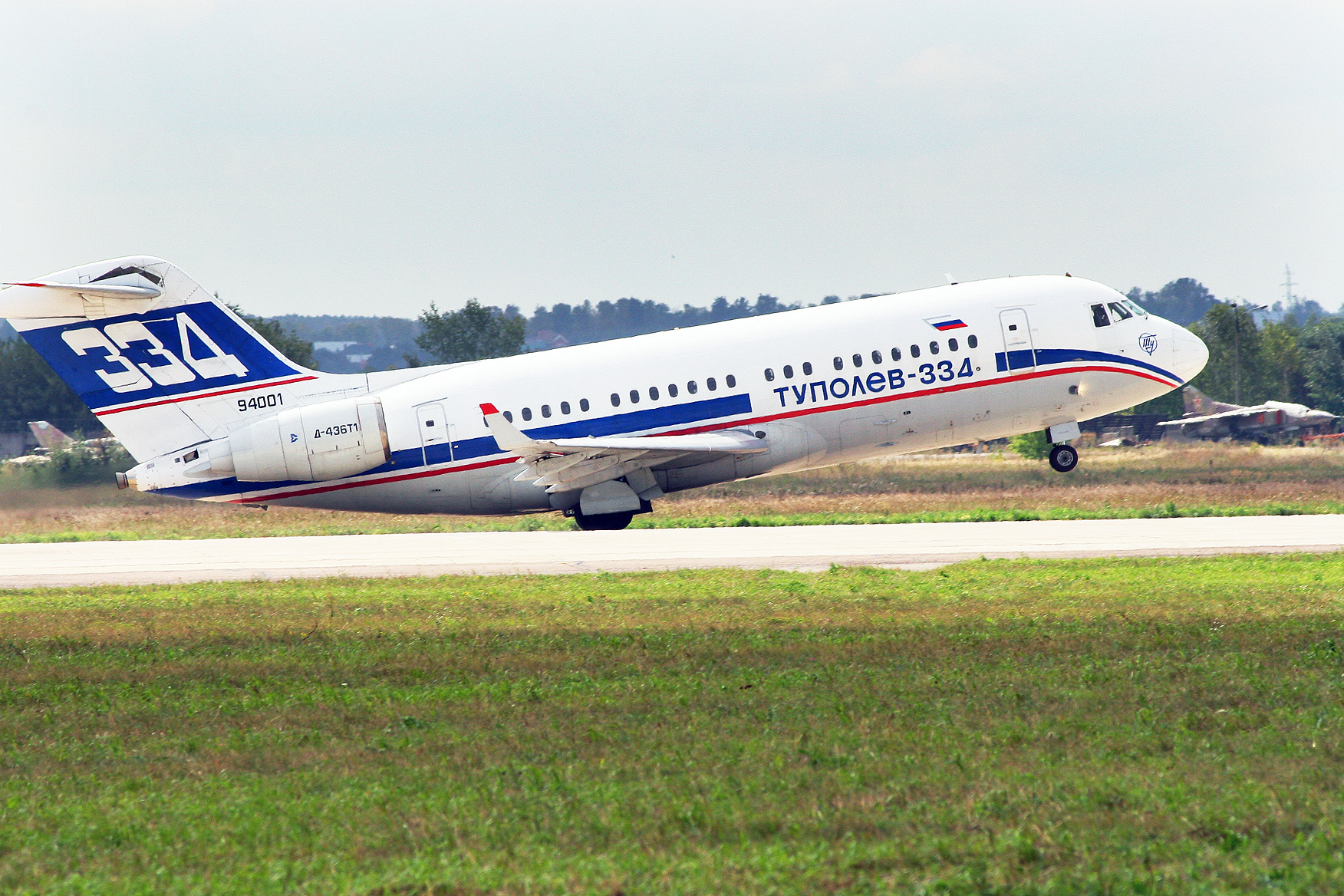
Um Tu-334 no MAKS 2007, Moscou

O Tupolev Tu-334 (em russo:  Туполев Ту-334) foi um projeto de avião comercial russo de curto-médio alcance com o objetivo de substituir as aeronaves Tu-134 e Yak-42 em operação ao redor do mundo. A célula era baseada em uma fuselagem encurtada do Tu-204 e uma versão menor da asa desta aeronave. Diferente do Tu-204, entretanto, o Tu-334 tinha cauda em T e motores montados nas laterais da fuselagem traseira ao invés de sob a asa. Com a racionalização das companhias aeronáuticas russas em 2009 para formar a United Aircraft Corporation, o programa foi cancelado.

## Desenvolvimento

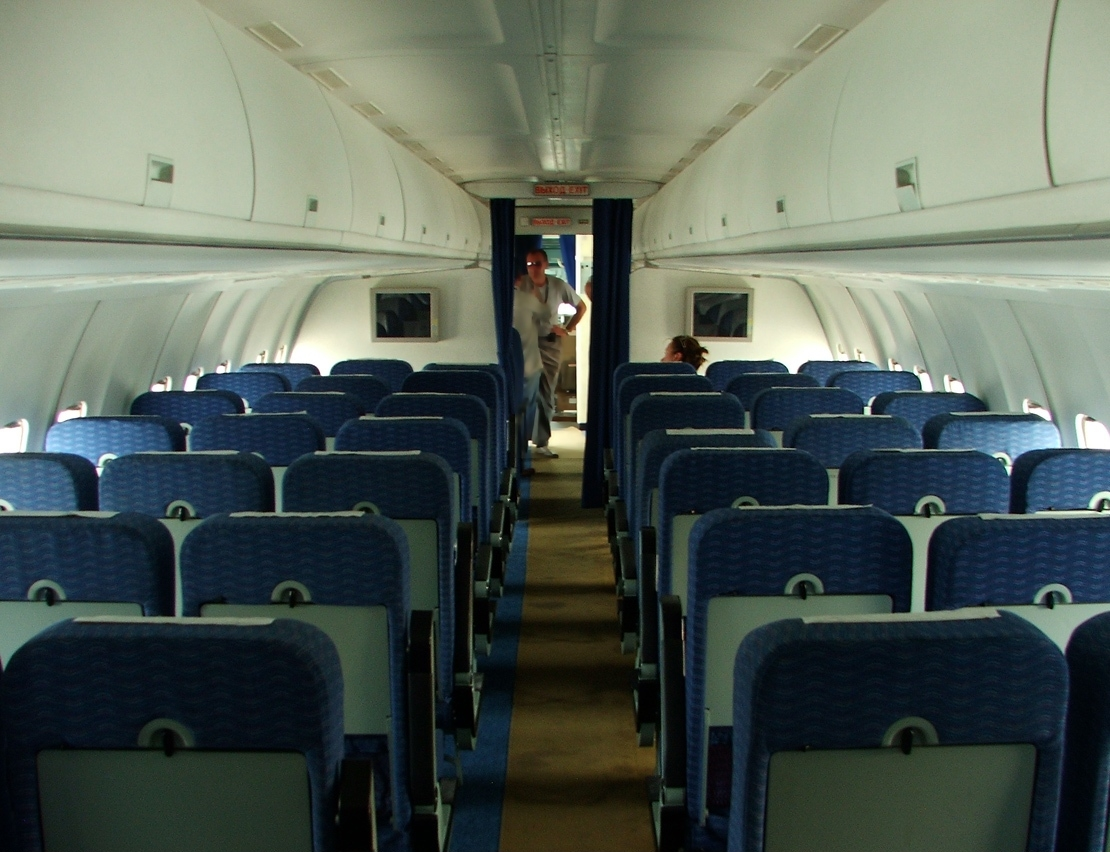
Cabine do Tu-334

O projeto foi iniciado no começo da década de 1990, mas foi lentamente continuado devido a falta de investimentos após a queda da União Soviética. Um protótipo foi apresentado em 1995, mas não passava de um mockup com poucos sistemas instalados. A primeira aeronave funcional voou em 8 de Fevereiro de 1999, e mais tarde no mesmo ano, foi acordado que a MiG teria parte na produção do avião comercial. Após alguma demora, foi emitido o certificado tipo russo, em 30 de Dezembro de 2003.
O desenvolvimento se manteve lento devido a problemas financeiros. Por isto, a certificação da aeronave e sua entrada em produção em série foi adiada várias vezes. Em Dezembro de 2006, haviam pedidos firmes da aeronave para sete companhias aéreas, incluindo a Atlant-Soyuz, além de intenções de compra de 24 outras companhias para adquirir 297 aeronaves. O valor por unidade da versão executiva era estimada entre US$43–44 milhões.
Um dos clientes para o tipo seria o Irã. A Organização de Indústrias da Aviação do Irã (IAIO) estava em negociação para adquirir licenças de produção da aeronave no Irã em 2011 e fabricá-lo completamente em 2015 em conjunto com o Tu-214. Entretanto, nenhuma destas negociações se concretizaram antes do cancelamento do programa.
Em 2008, a Tupolev relatou que um total de 100 companhias aéreas demonstraram interesse em adquirir o Tu-334; em 31 de Julho de 2008, o Diretor da Tupolev Sergei Ilyushenkov anunciou que a produção deveria iniciar até Janeiro de 2009. Entretanto, esta data passou sem qualquer progresso na produção em série do Tu-334.
Em 2009, com o projeto estando extremamente atrasado e apenas duas aeronaves construídas e voando dez anos após o primeiro voo, o projeto foi revisado durante a racionalização das companhias aeronáuticas russas, que levou à formação da United Aircraft Corporation. Em 2009, foi tomada a decisão de descontinuar o programa do Tu-334 e focar os esforços no Sukhoi Superjet 100, Antonov An-148, e Irkut MC-21.

## Variantes
Tu-334-100Versão básica, com acomodação para 72 passageiros em configuração de classe mista (12 na primeira classe e 60 em classe turística) ou 102 passageiros em uma configuração de alta densidade. Dois motores turbofan Progress D-436T1 com 73,6 kN de empuxo são utilizados.
Tu-334-100CVersão proposta "combi" (passageiros/carga) do Tu-334-100.
Tu-334-120Derivado planejado do Tu-334-100, motorizado com dois Rolls-Royce BR715-55 de 88,9 kN.
Tu-334-100DVersão maior planejada com maior alcance. A fuselagem seria aumentada em 54 cm e a asa ficou com 32,61 m. Motorizado com dois Progress D-436T2 de 80,4 kN.
Tu-334-120DBaseado no Tu-334-100D, mas com dois motores Rolls-Royce BR-715-55.
Tu-336Versão proposta para utilização de Gás natural liquefeito, com tanques de combustível criogênicos sobre a cabine de passageiros.
Tu-354Versão alongada, originalmente designada Tu-334-200. A fuselagem era 390 cm (154 in) maior se comparado ao Tu-334-100, com acomodação para até 126 passageiros. Motorizado com dois motores Progress D-436T2 ou Rolls-Royce BR-715-55, o trem de pouso do Tu-354 foi reforçado para utilizar truques de quatro rodas.